# 南国早报
《南国早报》是由广西日报社主办的省级都市报。该报于1995年9月28日试刊，同年10月19日创刊，日四开32版（周六、周日、周一16版），彩色印刷。是广西发行量、广告额和影响力最大的主流媒体。南国早报发行覆盖南宁市，面向广西全区。每天向市民提供国内外政治、经济、娱乐、体育和生活等方面的最新信息。
《南国早报》广告经营主要以代理制为主，与该报合作的本地廣告代理商有350多家，与该报有经常业务关系的外地广告公司也已发展达300余家，他们承担着《南国早报》95%以上的广告投放份额。其中，麦肯光明、盛世长城、传力媒体、广州电通等国际知名4A广告公司，都承揽了国际知名品牌的媒体代理。在几年的合作中，他们与《南国早报》成为良好的战略合作伙伴关系，并成为商家投入广告最大的代理商。